# My Dying Bride
My Dying Bride is een Britse metalband (omschreven als een hybride van deathmetal/gothic metal/doommetal). De band is in 1990 opgericht.
In de jaren 90 van de 20e eeuw maakte My Dying Bride deel uit van de zogenaamde "Grote Drie" (Big Three) van de death/doom-metal, samen met Paradise Lost en Anathema.
De band maakt behalve van gitaren en drums ook veel gebruik van viool en piano/synthesizer. De muziek wordt gekarakteriseerd door romantische, sensuele teksten en een obsessieve aandacht voor atmosferisch detail.

## Bandgeschiedenis
My Dying Bride (MDB) werd opgericht door Aaron, Andy, Calvin en Rick in de zomer van 1990. Na slechts 6 maanden bracht de band de demo Towards the Sinister uit, vrij snel gevolgd door de 7” single God is Alone. Peaceville Records kreeg hoogte van de band en bood ze een platencontract aan. Sindsdien staan ze onder contract bij Peaceville.
De eerste uitgave was de ep Symphonaire Infernus et Spera Empyrium. Kort daarop zag hun debuutalbum As the Flower Withers het levenslicht. De gebruikte mix van death en doom was nog niet eerder vertoond. MDB werd gezien als een van de pioniers van dit genre, tezamen met Anathema en Paradise Lost.
Na wederom een succesvolle ep, The Thrash of Naked Limbs, ging de band de studio weer in om hun tweede album, Turn Loose the Swans, op te nemen. Ter ondersteuning van hun muziek nam MDB de klassiek geschoolde violist en pianist Martin Powell in dienst.
In '94 bracht de band de I Am the Bloody Earth-ep uit, waarna aan het derde studioalbum, The Angel and the Dark River, werd gewerkt. Het album kwam uit in 1995. De nummers waren nog langer en epischer geworden en de viool en piano hadden nog meer ruimte gekregen in de composities. In ’95 vond ook het 'legendarische' optreden op het Dynamo Open Air-festival plaats, als onderdeel van een uitgebreide tour door Europa.
Het volgende studioalbum, Like Gods of the Sun, dat uitkwam in ’96, liet een MDB zien dat zich meer en meer richting een toegankelijker geluid bewoog. De songs waren compacter, de zang van Aaron was melodieuzer. Dit resulteerde in een nieuwe tour, waarbij ook de Verenigde Staten werden aangedaan. Tijdens deze tour moest de band ook afscheid nemen van drummer Rick, die door ziekte niet meer in staat was om te drummen. Bill Law, voorheen drummer bij Dominion, nam toen plaats achter de drumkit.
Tijdens de opnames voor het vijfde album, 34.788%... Complete, verliet Martin de band. Ook Bill moest na de opnames de band verlaten, aangezien zijn visum verliep. Ex-Anathema drummer Shaun Steels nam zijn plaats in. Het album klonk behoorlijk anders dan we gewend zijn van MDB. De gitaren zijn nog steeds aanwezig, maar werden vergezeld door de nodige elektronische klanken. Met death of doom had het niet veel te maken, waardoor veel fans teleurgesteld waren.
Kennelijk beviel het nieuwe geluid MDB zelf ook niet. Het zesde album, The Light at the End of the World, dat in 1999 uitkwam, vormde een groot contrast met het voorgaande album. Niet alleen waren de death en doom klanken weer terug, maar werden hier ook elementen uit de black metal aan toegevoegd. Wellicht heeft dit te maken gehad met het vertrek van gitarist Calvin, waardoor Andrew alle gitaarpartijen zelf heeft geschreven. Na de opnames werd Hamish Glencross aangenomen, als vervanger voor Calvin.
Sindsdien is MDB weer geheel teruggekeerd naar de roots. In 2000 en 2001 werden twee verzamelalbums uitgebracht, Meisterwerk I en II. Hetzelfde jaar werd het volgende studioalbum, The Dreadful Hours, uitgebracht. In 2001 wordt bovendien een optreden opgenomen in 013 te Tilburg, dat in 2002 wordt uitgebracht op cd, genaamd The Voice of the Wretched.
In 2004 bracht de band Songs of Darkness, Words of Light uit, dat voortborduurt op dezelfde ingrediënten. Van twee tracks van dit album, The Prize of Beauty en Blue Lotus, zijn videoclips geschoten. De laatste video die MDB had gemaakt was voor ‘For you’, afkomstig van Like Gods of the Sun.
In 2006 werd het studioalbum A Line of Deathless Kings uitgebracht.
De drums op dit album werden deze keer ingespeeld door John Bennett van The Prophecy. Begin 2007 verliet de drummer de band alweer. Bassist Adrian Jackson, die vanaf het begin bij de band betrokken is geweest, verliet de band ook. Zij werden vervangen door Lena Abé en Dan Mullins.
In 2012 werd het het volledige album A Map of All Our Failures uitgebracht. In 2013 volgde de ep The Manuscript, welke drie nummers bevat die tijdens tijdens de opnames van A Map of All Our Failures werden gedaan. Deze ep werd onder de naam The Vaulted Shadows opnieuw uitgebracht als compilatie met samen met het nummer The Barghest O' Whitby.
In 2014 werd gitarist Hamish Glencross vervangen door Calvin Robertshaw die eerder bij de band was vertrokken. Het jaar daarop werd het album Feel the Misery, met daarop 8 tracks, uitgebracht.
Vlak voor het uitbrengen van het volgende album Ghost of Orion in 2020, verliet Calvin Robertshaw opnieuw de band. Hij werd vervangen door Neil Blanchett, de huidige tweede gitarist. The Ghost of Orion bevat twee singles: Your Broken Shore en Tired of Tears. De ep  Macabre Cabaret volgde kort daarop in hetzelfde jaar.
In 2024 werd het laatste album, genaamd A Mortal Binding, uitgebracht. Het album werd voorafgegaan door de twee singles Thornwyck Hymn en The 2nd of Three Bells.

## Bandleden

### Huidige bandleden
- Aaron Stainthorpe - Zang
- Andrew Craighan - Gitaar
- Neil Blanchett - Gitaar
- Lena Abe - Basgitaar
- Shaun MacGowan - Keyboards
- Dan Mullins - Drums

### Voormalige bandleden
- Martin Powell - Keyboards, Viool
- Calvin Robertshaw - Gitaar
- Hamish Glencross - Gitaar
- Yasmin Achmid - Keyboards
- Bill Law - Drums
- Rick Miah - Drums
- Shaun Steels - Drums
- Adrian Jackson - Basgitaar
- Sarah Stanton - Keyboards

## Discografie

### Demo's, singles en ep's
- (1990) Towards the Sinister (demo)
- (1991) God Is Alone (7")
- (1991) Symphonaire Infernus Et Spera Empyrium (ep)
- (1992) The Thrash of Naked Limbs
- (1993) Unreleased Bitterness (7")
- (1994) I Am the Bloody Earth (ep)
- (1994) The Sexuality of Bereavement (7")
- (2006) Deeper Down (single)
- (2009) Bring Me Victory (ep)
- (2011) The Barghest O' Whitby (ep)
- (2013) The Manuscript (ep)

### Studioalbums
- (1992) As the Flower Withers
- (1993) Turn Loose the Swans
- (1995) The Angel and the Dark River
- (1996) Like Gods of the Sun
- (1998) 34.788%... Complete
- (1999) The Light at the End of the World
- (2001) The Dreadful Hours
- (2004) Songs of Darkness, Words of Light
- (2006) A Line of Deathless Kings
- (2009) For Lies I Sire
- (2011) Evinta
- (2012) A Map of all our Failures
- (2015) Feel the Misery
- (2020) The Ghost of Orion
- (2024) A Mortal Binding

### Livealbums
- (2002) The Voice of the Wretched
- (2008) An Ode To Woe

### Compilatiealbums
- (1994) The Stories (box van 3 ep's)
- (1995) Trinity (compilatie van 3 ep's)
- (2000) Meisterwerk 1 (compilatie)
- (2001) Meisterwerk 2 (compilatie)
- (2005) Anti-Diluvian Chronicles (3 cd's)

### Dvd's
- (1997) For Darkest Eyes (video tape)
- (2002) For Darkest Eyes (re-release)
- (2005) Sinamorata
- (2008) An Ode To Woe